# Ermopoli (Grecia)
Ermopoli (in greco Ερμούπολη?, Ermoúpoli) è un ex comune della Grecia nella periferia dell'Egeo Meridionale (unità periferica di Siro) con 6 099 abitanti secondo i dati del censimento 2001.
È stato soppresso a seguito della riforma amministrativa, detta programma Callicrate, in vigore dal gennaio 2011 ed è ora compreso nel comune di Siro-Ermopoli.
È situata nell'isola di Siro ed è sede vescovile cattolica (diocesi di Sira).

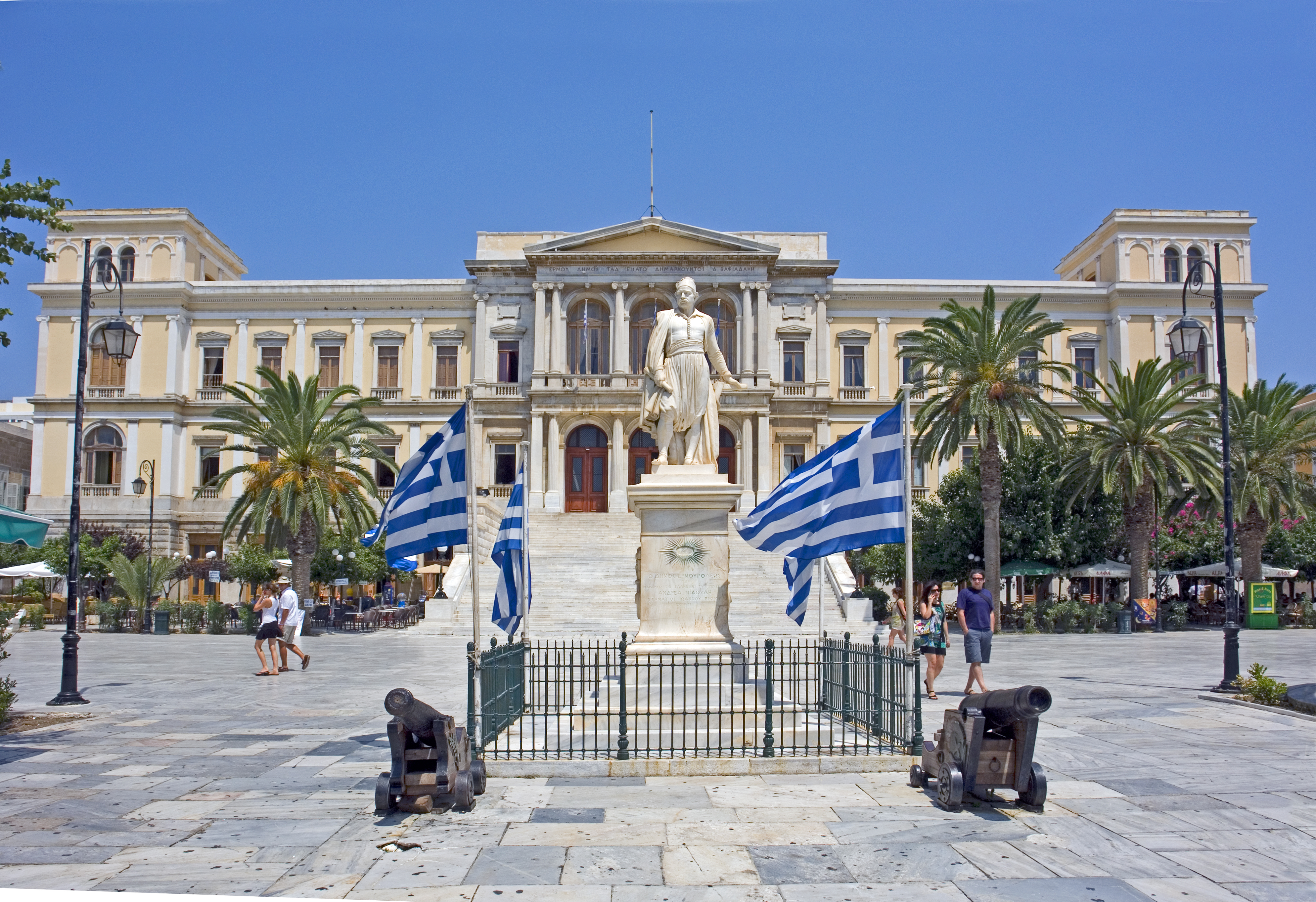
Il palazzo municipale, progettato da Ernst Ziller.